# Sposalizio mistico di san Francesco
Lo Sposalizio mistico di san Francesco è un dipinto tempera su tavola (95×58 cm) del Sassetta, databile al 1450 circa e conservato nel Museo Condé di Chantilly.

## Descrizione e stile
Il dipinto faceva originariamente parte di un polittico a Sansepolcro, dove fu sicuramente visto da Piero della Francesca che ne dovette trarre spunto dalla luminosità, soprattutto nel cielo che schiarisce gradualmente verso l'orizzonte, come all'alba.
San Francesco d'Assisi è raffigurato mentre sposa misticamente la Povertà (vestita di verde) con la Castità (vestita di bianco) e l'Obbedienza (vestita di rosso) a rappresentare il voto che il Santo fa a Dio. Le tre fanciulle volano poi via in Cielo: la Castità con un ramo di alloro, l'Obbedienza con un basto sulla spalla e la Povertà con un ramo di rovo che si volta a guardare in basso il suo sposo. La Povertà è inoltre rappresentata scalza. Dietro Francesco, vestito del tipico saio, sta l'inseparabile compagno fra' Leone.
Il voto di Povertà, Castità ed Obbedienza è il voto che tuttora fanno i Frati Francescani.
La scena è ambientata in un paesaggio idilliaco, tra colline punteggiate di castelli e campi coltivati, senza un interesse alla vera rappresentazione spaziale di tipo rinascimentale, ma anzi usando proporzioni irreali, come nel minuscolo castello a destra. Il pittore è infatti l'erede della tradizione del gotico senese nel XV secolo, dal quale riprende le figure allungate, la delicata cromia e il tono cortese, volutamente attardato.

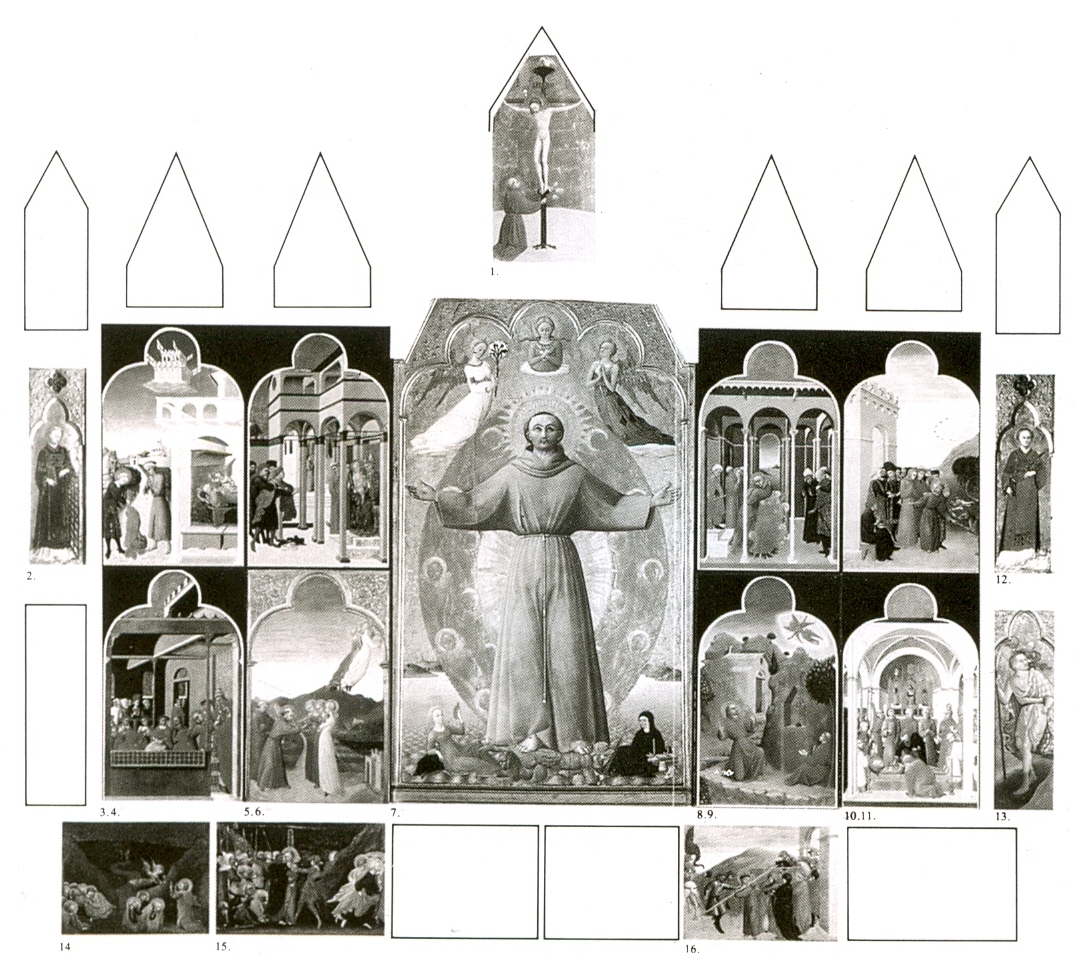
Ricostruzione del polittico di San Francesco